# Ум Култум
Ум Култум (арап. أم كلثوم; Ес Синбивалејн, 31. децембар 1898 — Каиро, 3. фебруар 1975), рођена као Фатма Ебрахим Елбелтаги, била је египатска певачица, глумица и текстописац. Ум Култум се сматра у арапском свету једном од најпознатијих и најславнијих певачица 20. века, а постигла је и светску славу. Додељена јој је почасна титула Кавкаб ал-Шарк (كوكب الشرق, „звезда Истока”). Ум Култум била је позната по својим певачким способностима и јединственом стилу. Продала је преко 80 милиона грамофонских плоча широм света, што ју је учинило једном од најпродаванијих певача свих времена са Блиског истока. Сматра се националном иконом у родном Египту, а названа је „гласом Египта” и „четвртом египатском пирамидом”.
Ум Култум била позната по својим вокалним способностима и јединственом стилу. Продала је преко 80 милиона плоча широм света, што је чини једном од најпродаванијих блискоисточних певачица свих времена.

## Биографија

### Ране године
Ум Култум  је рођена у селу Тамај-аз-Захајра које припада граду Сенбелавеин у Ад Дакахлијах провинцији на северу Египта. Научила је да пева слушајући оца како подучава певању њеног старијег брата Халида. Још као девојчица показивала је изузетан певачки таленат. Њен отац, сеоски имам, научио ју је да чита Куран и према њеним речима напамет је знала (Хафиз) све ајете из овог религиозног текста. Са дванаест година, преобучена у дечака, почела је да наступа на забавама у околним местима. Када је имала шеснаест година, њен таленат приметио је локални познати певач Мохамед Або Ал-Ела, који ју је научио старом класичном арапском певачком репертоару. Неколико година касније упознала је познатог композитора и инструменталисту на уду Закарију Ахмеда, који ју је позвао да дође у Каиро.
Иако је имала неколико посета Каиру почетком 1920-их, чекала је до 1923. године пре него што се трајно преселила тамо. Неколико пута је била позвана у кућу Амин Бех Ал Махдија, који ју је научио да свира уд, врсту лутње. Развила је блиску везу са Равхеја Ал-Махди, Аминовом кћерком, и постала јој најближи пријатељ. Ум Култум је чак присуствовала свадби Равхејине кћери, мада је она обично радије избегавала појављивање у јавности.
Амин Ал Махди ју је упознао са културним круговима у Каиру, где је пажљиво избегавала привлачности боемског живота каквог је уживала тадашња елита. Током целог живота истицала је понос због свог порекла и конзервативног одгоја, који ће јој умногоме помоћи да постане миљеница египатског народа. 
Године 1925. упознала је Ахмеда Рамија који је за њу временом написао 137 песама. Он ју је упознао са француском књижевношћу, којој се дивио од својих студија на Сорбони у Паризу и на крају је постао њен главни ментор у арапској књижевности и књижевној анализи. Мало касније, упозната је с познатим виртуозом на уду и композитором Мохамедом Ел Касабгијем, који ју је увео у Палату арапског театра, где је доживела свој први прави јавни успех. Године 1932. њезина слава као певачице повећала се продајом плоча, након чега је кренула на велику концертну турнеју по Блиском истоку и северној Африци, наступајући у истакнутим арапским главним градовима као што су: Дамаск, Бејрут, Триполи, Рабат и Тунис.

### Професионална каријера
Амин Ал Махди упознао ју је са културним круговима у Каиру, где је пажљиво избегавала да подлегне атракцијама боемског животног живота и, заиста, током свог живота истицала је понос због свог скромног порекла и подржавања конзервативних вредности. До 1926. године оставила је Одеон плоче за Грамофон рекордс који су јој плаћали око дупло више по плочи, те чак и додатни годишњи приход од 10.000$. Она је такође одржавала пажљиво обликовану јавну слику, што јој је несумњиво додало привлачност. У овом тренутку своје каријере, Ум Култум се упознала са познатим песником Ахмадом Рамијем, који је за њу написао 137 песама. Рами ју је такође упознао са француском литературом, којој се веома дивио током студија на Сорбони, у Паризу, и на крају је постао њен главни ментор арапске књижевности и књижевне анализе.
Ум Култум је 1934. певала за наступ у емисији Радио Каира, државне станице. Од тада надаље, четрдесет година је наступала на концерту сваког првог четвртка у месецу. Током друге половине 1930-их, две иницијативе запечатиле су њен статус најпопуларније и најпознатије арапске певачице. Наступи у музичким филмовима и директни преноси њених концерата који су се изводили првог четвртка сваког месеца. Њен утицај је растао и ширио се ван уметничке сцене: владајућа краљевска породица тражила је приватне концерте и чак присуствовала њеним јавним наступима.
Године 1944, египатски краљ Фарук I одликовао ју је орденима највишег нивоа (нишан ел камал), одликовањем резервисаним искључиво за чланове краљевске породице и политичаре. Упркос овом признању, краљевска породица се ригидно успротивила њеном потенцијалном браку са краљевим ујаком, одбијање које је дубоко повредило њен понос и навело је да се дистанцира од краљевске породице и прихвати ниже циљеве, као што је њен одговор на захтев египатске легије заробљене у џепу Фалује током Арапско-израелског рата 1948. да отпева одређену песму. Међу војницима који су били заробљени биле су и личности које ће водити ненасилну револуцију 23. јула 1952, истакнути Гамал Абдел Насер, који је вероватно био љубитељ Ум Култум и који ће касније постати председник Египта.
По окончању револуције, египатски цех музичара чији је члан постала (а на крају и председница) одбио ју је, јер је певала за тада свргнутог краља Фарука од Египта. Када је Насер открио да су њене песме забрањене за емитовање на радију, наводно је рекао нешто попут „Шта су они, луди? Да ли желе да се Египат окрене против нас?“ Претпоставља се да је управо његова наклоност учинила музички цех је поново прихвати; мада је неизвесно да ли се то заправо догодило.
Ум Култум је била посвећени египатски родољуб још од времена краља Фарука. Неки тврде да је популарност Ум Култум помогла Насеровој политичкој агенди. На пример, Насерови говори и друге владине поруке често су емитовани одмах након месечних радијских концерата Ум Култум. Певала је многе песме у знак подршке Насеру, са којим је развила блиско пријатељство. Једна од њених песама повезаних са Насером - „Валахи Заман, Ја Силахи“ („Прошло је већ дуго времена, о оружје моје“) - усвојена је као египатска химна од 1960. до 1979. године, када ју је председник Садат опозвао због мировних преговора са Израелом и заменио је мање милитантном „Билади, Билади, Билади“, која је и данас химна Египта.
Ум Култум је такође била позната по свом континуираном доприносу радовима који подржавају египатске војне напоре. До 1972. године, током око пола века, она је одржавала бар један месечни концерт. Ум Култумљени месечни концерти су одржавани првог четвртка у месецу и били су познати по њиховој способности да рашчисте улице неких од најмногољуднијих светских градова док су људи журили кући да их слушају.

## Слава
До 1948, њена слава је досегла до Гамал Абдел Насера, који ће касније постати египатски председник. Пар месеци након револуције, удружење египатских музичара је забранило Ум Култум да наступа због веза са свргнутим краљем. Међутим, када је Насер сазнао да јој је онемогућен рад, наводно је рекао: "Ко су они? Јесу ли луди? Желе да окрену Египат против мене?". Након његове интервенције, Култум је поново примљена у удружење. 
Ум Култум је, као патриота, снажно подржавала Насерове пан-Арапске идеје. Сваког првог уторка у месецу, Култум је одржавала чувене концерте преко државног радија који су били толико популарни да су улице у Каиру, Дамаску и Бејруту биле поптпоно пусте, јер су сви били поред радио пријамника. Након сваког концерта, Насер је држао говоре. Њихова веза допринела је њеној феноменалној популарности широм арапског света. 
Њене песме су углавном певале о универзалној теми љубави, носталгији и губитку. Наступи су трајали по 40 минута, а понекад и сатима. Њен типичан концерт дадржао се од само једне песме која је подсећала на западну оперу са дугим вокалним пасажима и кратким оркестралним интерлудијима. 
Дужина песама на наступима није била одређена, него је зависила од јачине емотивне везе између певачице и публике. Њена најчешча техника било је понављање једне једине реченице, лагано подижући емотивни набој и интензитет сваки пут. Ова снажна и високо персонализирана креативна веза с публиком је неоспорно један од разлога феноменалне славе Ум Култум као уметнице.

## Глумачка каријера и брак
Паралелно са певачком каријером, Ум Култум се окушала као глумица. Међутим, брзо је одустала због немогућности да оствари персоналну и емотивну везу коју је имала са публиком уживо. Године 1953, удала се за лекара Хасен Ел Хафнаоуни, водећи бригу да у предбрачни уговор унесе клаузулу која би јој омогућила раскид брака. Пар није имао деце, и убрзо су се појавиле шпекулације да је брак служио као параван за њене хомосексуалне сколоности. Међутим, Култум је имала присну везу са нећаком краља Фарука 40-их година и, наводно, је била дубоко несретна због краљеве забране венчања које су планирали.

## Смрт
Године 1967. лекари су открили да Ум Култум болује од узнапредовалог нефристиса. Последњи концерт је одржала у Палати Нила, 1972 године. Налази су показивали да је њена болест неизлечива. Уз помоћ египатске владе, преселила је у Сједињене Америчке Државе где јој је пружена најбоља медицинаска њега, али 1975. када је била у посети Египту је хоспитализована. Ум Култум је умрла 3. фебруара 1975 у Каиру.
Њеној џенази је присуствало преко 4 милиона људи, што је један од највећих скупова у историји. Гомила је преузела контролу над испланираном церомоњиом и носила табут до џамије за коју су сматрали да јој је била најдража.
Ум Култум је оставила снажан утисак на касније музичаре. У целом свету.

## Сећање
Она је опширно је наведена у текстовима централне баладе „Омар Шарифа“ у мјузиклу Посета бенда.
У јануару 2019. на фестивалу Зима у Танторском фестивалу у Ал-Ули су по први пут су извели концерт уживо са њом „приказаном као холограм уз пратњу оркестра и обученом у цветну дугу хаљину попут оних које је носила приликом свог дебија у 1920-их.“ Холограмске концерте са њом организовали су и египатски министар културе Инас Абде-Дајем у Каиру и Дубајској опери.

## Изабрана дискографија
- Aghadan alqak ("Shall I see you tomorrow?") (Maqam Ajam) (1971)
- Ana Fi Entezarak ("I am waiting for you") (1943)
- Alf Leila wa Leila ("One thousand and one nights") (Maqam Farahfaza) (1969)
- Arouh li Meen or Arooh Lemeen ("Whom should I go to") (Maqam Rast) (1958)
- Al Atlal[19] ("The Ruins") (Maqam Rahat Alarwah) (1966)
- Amal Hayati"; Sono ("Hope of my life") (Maqam Ajam) (1965)
- Ansak Ya Salam ("Forget you? Come on!") (1961) (Maqam Rast)
- Aqbal al-layl ("Night has arrived") (1969)
- Araka asiya al-dam ("I see you refusing to cry") (1964)
- 'Awwidt 'ayni ("I accustomed my eyes") (1957) (Maqam Kurd)
- Baeed Anak ("Away From You") (Maqam Bayati) (1965)
- Betfaker fi Meen ("Who are you thinking of?") (Maqam Bayati) (1963)
- Dalili Ehtar ("I am lost") (1955) (Maqam Kurd)
- Dhikrayatun (Qessat Hobbi or the story of my love or memories) (1955)
- El Hobb Kolloh[20] ("All the love") (Maqam Rast) (1971)
- Ental Hobb ("You are the love") (Maqam Nahwand) (1965)
- Es'al Rouhak ("Ask yourself") (Maqam Hijaz Kar) (1970)
- Fakarouni ("They reminded me") (Maqam Rast) (1966)
- Fit al-ma' ad ("It is too late" or "The rendez-vous is over") Sono Cairo (Maqam Sika) (1967)
- Gharib' Ala Bab erraja ("Stranger at the door of hope") (1955)
- Ghulubt asalih ("Tired of forgiving") (1946)
- Hadeeth el Rouh ("The talk of the soul") (Maqam Rahat Alarwah) (1967)
- Hagartek or Hajartak ("I left you") EMI (1959)
- Hasibak lil-zaman ("I will leave you to time") (1962)
- Hathehe Laylati ("This is my night") (Maqam Bayati) (1968)
- Hayart Albi Ma'ak ("You confused my heart") (Maqam Nahwand) (1961)
- Hakam 'alayna al-haw'a ("Love has ordered me") (1973)
- Hobb Eih[21] ("Which love") (Maqam Bayati) (1960)
- Howwa Sahih El-Hawa Ghallab ("Is love really stronger?") (1960) (Maqam Saba)
- Inta Omri – Sono ("You are the love of my life") (Maqam Kurd) (1964)
- Kull al-ahabbah ("All the friends") (1941)
- La Diva – CD, EMI Arabia, 1998
- La Diva II – CD, EMI Arabia, 1998
- La Diva III – CD, EMI Arabia, 1998
- La Diva IV – CD, EMI Arabia, 1998
- La Diva V – CD, EMI Arabia, 1998
- Leilet Hobb ("A night of love") (1973) (Maqam Nahawand)
- Lel Sabr Hedod ("Patience has limits") (Maqam Sika) (1964)
- Lessa Faker ("You still remember") (Maqam Ajam) (1960)
- Men Agl Aynayk ("For your eyes") (1972)
- Othkorene ("Remember me") (1939)
- Raq il Habeeb ("My beloved tendered back") (1941)
- Retrospective – Artists Arabes Associes
- Rihab al-huda (al-Thulathiyah al-Muqaddisah) ("The paths to repentance or the holy trinity") (1972)
- Rubaiyat Al-Khayyam ("Quatrains of Omar Khayyám") (Maqam Rast) (1950)
- Sirat el Houb ("Tale of love") (Maqam Sika) (1964)
- Toof we Shoof ("Wander and wonder") (1963)
- The Classics – CD, EMI Arabia, 2001
- Wi-darit il-ayyam ("And time passed by") (Maqam Nahwand) (1970)
- Ya Karawan ("O plover") (1926)
- Yali Kan Yashqiq Anini ("You who enjoyed my cries") (1949)
- Ya Msaharny ("You that keeps me awake at night") (1972) (Maqam Rast)
- Ya Zalemny ("You who were unjust to me") (1954) (Maqam Kurd)
- Zalamna El Hob ("Love has been unjust to us") (1962)